# Vintém de Cobre - Meias Confissões de Aninha
Vintém de Cobre - Meias Confissões de Aninha, é o terceiro livro publicado da escritora Cora Coralina, lançado originalmente em 1983.

## Sobre o livro
Quase memórias ou meias confissões como a autora prefere, "Vintém de cobre" reúne poemas ricos de experiência humana, escritos em tom simples e comunicativo, no lirismo quase de toada sertaneja, peculiar a Cora Coralina. Chamados de vintém de cobre, por malícia, são na realidade puras e autênticas moeda de ouro.
No tempo do mil-réis, o vintém de cobre era a moeda mais desvaliosa, aquela que mal comprava um doce. Por modéstia e também um pouco por malícia (talvez muita malícia), Cora Coralina batizou com o nome da velha moeda as suas quase memórias, ou meias-confissões, como ela prefere,  redigidas em versos. É um livro tumultuado, aberrante, da rotina de se fazer e ordenar um livro. Tumultuado, como foi a vida daquela que o escreveu. Vida tumultuada, cheia de esbarrões do destino que, em vez de provocar desânimo, despertaram no espírito de Ana Lins dos Guimarães Peixoto Brêtas (nome verdadeiro de Cora Coralina) uma fibra de guerreira e uma sabedoria simples, por vezes meio marota, feita de respeito e piedade pelo ser humano, sobretudo pelos que sofrem, mas também com um fundo de ironia mansa e de malícia sem maldade, um humor típico da gente do interior, um sarcasmo angelical (se é que há sarcasmo entre os anjos), mistura de humildade franciscana e revolta diante das estúpidas repressões da sociedade e da dureza dos costumes antigos, sob os quais se criou, foi educada e que lhe deixou marcas tão profundas na alma: Na casa antiga, castigos corporais e humilhantes, coerção,/ atitudes impostas, ascendência férrea, obediência cega./ Filhos foram impiedosamente sacrificados e despojados./ E para alguma rebeldia indomável, lá vinha a ameaça terrível, impressionante/ da maldição da mãe, a que poucos resistiam./ Do resto prefiro não esmiuçar. Os poemas de Vintém de Cobre são todos escritos neste tom simples e comunicativo, num lirismo quase de toada sertaneja, ricos de experiência humana. Talvez por pudor, ou autodefesa, nunca revelam toda a dureza dos fatos. Ficam nas meias-confissões. E por malícia são chamados de vintém de cobre quando, na realidade, constituem a mais pura e autêntica moeda de ouro.
Carlos Drummond de Andrade escreveu-lhe à seguinte carta, após ler Vintém de Cobre:

" Minha querida amiga Cora Coralina: Seu Vintém de Cobre é, para mim, moeda de ouro, e de um ouro que não sofre as oscilações do mercado. É poesia das mais diretas e comunicativas que já tenho lido e amado. Que riqueza de experiência humana, que sensibilidade especial e que lirismo identificado com as fontes da vida! Aninha hoje não nos pertence. É patrimônio de nós todos, que nascemos no Brasil e amamos a poesia ( …) ”.